# Leonore 40/45
Leonore 40/45 ist eine Opera semiseria in einem Vorspiel und zwei Akten (sieben Bildern) von Rolf Liebermann. Das Libretto verfasste Heinrich Strobel. Uraufführung war am 26. März 1952 in Basel.

## Handlung
Die Oper spielt teils in Deutschland und teils in Frankreich während der Jahre 1939 bis 1947.

### Vorspiel
Monsieur Émile, der Schutzengel, führt das Publikum in die Handlung ein.
Deutschland im Juli 1939: Hermann lauscht vor dem Radio einer Übertragung von Beethovens Oper „Fidelio“. Diese wird plötzlich wegen einer Sondermeldung unterbrochen. Eine Stimme gibt bekannt, dass die Männer der Jahrgänge 1905 bis 1913 einrücken müssen. Davon ist auch Hermanns Sohn Albert betroffen.
Zur gleichen Zeit in Paris: Das Gespräch zwischen Madame Germaine und ihrer Tochter Yvette dreht sich um den bevorstehenden Krieg. Sie sind sich einig, dass dieser wohl nicht mehr aufzuhalten sein wird. Yvette hat jedoch keine Angst, weil sie auf ihren Schutzengel vertraut.

### Erster Akt
Die deutschen Truppen haben Paris besetzt. Im Winter 1941/1942 lernen sich bei einem Konzert Albert und Yvette kennen. Obwohl sie den verfeindeten Nationen angehören, sind sie sich auf Anhieb sympathisch. Yvettes Mutter lädt den Fremden ein, sie und ihre Tochter bei sich zu Hause zu besuchen.
Herbst 1943: Albert und Yvette verbindet die große gemeinsame Liebe zur Musik. Dadurch kommen sie sich näher und gestehen sich ihre Zuneigung.
August 1944: Die deutschen Truppen ziehen sich aus Paris zurück. Albert bleibt nichts anderes übrig, als sich schweren Herzens von seiner Geliebten zu verabschieden.

### Zweiter Akt
August 1945: Albert befindet sich in einem französischen Kriegsgefangenenlager. Sein Herz ist von Sehnsucht nach Yvette erfüllt. 
Kurze Zeit später teilt Monsieur Émile in Paris Yvette mit, ihr Geliebter sei bei dem Instrumentenbauer Lejeune zur Arbeit verpflichtet worden. Nebenbei bemerkt er, dass dieser eine Sekretärin suche. Um Albert nahe sein zu können, bewirbt sie sich um diese Stelle und wird angenommen.
Zwei Jahre später feiern Yvette und Albert mit ihren Familienangehörigen und zahlreichen Freunden Hochzeit. Unter den Gästen ist auch Monsieur Émile in der Kleidung eines Engels. Zur Freude der Gäste betätigt er sich als Zauberer. So sorgt er dafür, dass das junge Paar nicht nur eine neue Wohnungseinrichtung bekommt, sondern auch einen edlen Konzertflügel. Am Ende der Oper fallen alle in den Schlussgesang ein: „Alles wendet sich zum Guten in der besten aller Welten.“

## Musik
Der Komponist verwendet in seiner Partitur die Zwölftontechnik. Diese setzt er aber sehr frei ein, sodass die Musik bei aller Modernität auch unbedarfte Opernbesucher nicht erschreckt. An vielen Stellen gleicht sie einer Art von Filmmusik, welche die Handlung oft nur untermalt.